# Orta Daş Adası
Orta Daş Adası (ryska: Ostrov Srednyy Kamen’) är en ö i Azerbajdzjan.   Den ligger i distriktet Baku, i den östra delen av landet, 50 km sydväst om huvudstaden Baku.